# Nordossetien-Alanien

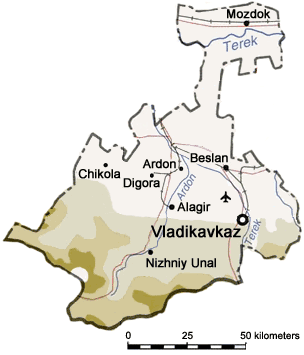
Engelskspråkig karta över Nordossetien

Republiken Nordossetien-Alanien, är en delrepublik i södra Ryssland, belägen i norra Kaukasien. Den gränsar till de ryska delrepublikerna Kabardinien-Balkarien i väst, Ingusjien i öst, Tjetjenien i nordöst och Stavropol kraj i norr samt landet Georgien i söder. Dess nuvarande (2021) president är Sergej Menjajlo. Befolkningen uppgår till cirka 700 000 invånare.

## Geografi
Republiken har en area på 8 000 km². Den högsta punkten är berget Dzjimara i Kaukasus på 4 780 meter.

### Distrikt
Nordossetien-Alenien består av följande distrikt (ryska: районы):
- Alagirskij (Алагирский)
- Ardonskij (Ардонский)
- Digorskij (Дигорский)
- Irafskij (Ирафский)
- Kirovskij (Кировский)
- Mozdokskij (Моздокский)
- Pravoberezjnyj (Правобережный)
- Prigorodnyj (Пригородный)

### Större städer
- Alagir
- Ardon
- Beslan
- Digora
- Mozdok
- Tjikola
- Vladikavkaz (huvudstad)
- Zavodskoj

## Demografi
Republiken hade 712 877 invånare vid folkräkningen 2010, varav ungefär 459 688 osseter och 147 090 ryssar.
Tidigare fanns även flera ingusjer, men de flesta av dessa flyttade till Ingusjien när Sovjetunionen föll och en etnisk konflikt utbröt i regionen.